# Mouzillon
 Mouzillon  es una población y comuna francesa, situada en la región de Países del Loira, departamento de Loira Atlántico, en el distrito de Nantes y cantón de Vallet.

## Demografía
| 1327 | 1357 | 1404 | 1554 | 1679 | 1760 |
| Para los censos de 1962 a 1999 la población legal corresponde a la población sin duplicidades (Fuente: INSEE [Consultar]) |      |      |      |      |      |